# Winkelhalbierendensatz (Dreieck)

Der Winkelhalbierendensatz ist eine Aussage der euklidischen Geometrie. Er besagt, dass eine  Winkelhalbierende in einem Dreieck die dem Winkel gegenüberliegende Seite im Verhältnis der beiden am Winkel anliegenden Seiten teilt.

## Satz und Verallgemeinerung
In einem Dreieck {\displaystyle \triangle ABC} sei {\displaystyle D} ein Punkt auf der Seite {\displaystyle AB}. Die Strecke {\displaystyle CD} teilt den Winkel {\displaystyle \angle ACB} in die Winkel {\displaystyle \gamma _{1}=\angle ACD} und {\displaystyle \gamma _{2}=\angle DCB}. Sind diese beiden Winkel gleich groß, das heißt {\displaystyle CD} ist die Winkelhalbierende des Winkels {\displaystyle \angle ACB}, dann gilt für die Streckenverhältnisse:
{\displaystyle {\frac {|AC|}{|BC|}}={\frac {|AD|}{|DB|}}}.
Diese Aussage lässt sich auch auf Strecken {\displaystyle CD} verallgemeinern, die den Winkel in einem beliebigen Verhältnis teilen. Es gilt dann die folgende Verhältnisgleichung:
{\displaystyle {\frac {|AC|\sin(\gamma _{1})}{|BC|\sin(\gamma _{2})}}={\frac {|AD|}{|DB|}}}.
Es gilt auch die Umkehrung des Winkelhalbierendensatzes. Das heißt, ist {\displaystyle D} ein Punkt auf der Seite {\displaystyle AB} eines Dreiecks {\displaystyle \triangle ABC} und gilt das Streckenverhältnis {\displaystyle {\tfrac {|AC|}{|BC|}}={\tfrac {|AD|}{|DB|}}}, dann ist {\displaystyle CD} die Winkelhalbierende des Winkels in {\displaystyle C}.

### Beweis

Skizze zum Beweis

Ein einfacher Beweis der verallgemeinerten Aussage ergibt sich, indem das Flächenverhältnis der beiden durch {\displaystyle CD} entstandenen Teildreiecke auf zwei unterschiedliche Arten berechnet wird. Auf die erste Art ergeben sich die Dreiecksflächen nach der Formel {\displaystyle {\tfrac {1}{2}}gh} mit Grundseite {\displaystyle g} und zugehöriger Höhe {\displaystyle h}, auf die zweite Art nach der Formel {\displaystyle {\tfrac {1}{2}}ab\sin(\gamma )} mit den beiden Seiten {\displaystyle a}, {\displaystyle b} und dem davon eingeschlossenen Winkel {\displaystyle \gamma }.
Damit erhält man nun
{\displaystyle {\frac {|\triangle ADC|}{|\triangle DBC|}}={\frac {{\frac {1}{2}}|AD|h}{{\frac {1}{2}}|BD|h}}={\frac {|AD|}{|BD|}}}
und
{\displaystyle {\frac {|\triangle ADC|}{|\triangle BDC|}}={\frac {{\frac {1}{2}}|AC||CD|\sin(\gamma _{1})}{{\frac {1}{2}}|BC||CD|\sin(\gamma _{2})}}={\frac {|AC|\sin(\gamma _{1})}{|BC|\sin(\gamma _{2})}}}
also gilt
{\displaystyle {\frac {|AC|\sin(\gamma _{1})}{|BC|\sin(\gamma _{2})}}={\frac {|AD|}{|BD|}}}
Zu einem Beweis mit baryzentrischen Koordinaten: siehe hier.

## Außenwinkelhalbierende

Außenwinkelhalbierende (rot gestrichelt):
Die drei Schnittpunkte D, E, F liegen auf einer Geraden (rot) und es gelten die folgenden Streckenverhältnisse:
,,

Eine ähnliche Aussage gilt für eine Außenwinkelhalbierende eines Dreiecks: Ist {\displaystyle \Delta ABC} ein Dreieck und schneidet die Außenwinkelhalbierende in {\displaystyle C} die Verlängerung der Seite {\displaystyle AB} in einem Punkt {\displaystyle F}, so gilt für die Streckenverhältnisse
{\displaystyle {\frac {|FB|}{|FA|}}={\frac {|CB|}{|CA|}}}.
Es gilt auch die Umkehrung dieser Aussage. Das heißt ist {\displaystyle F} ein Punkt auf der Verlängerung der Seite {\displaystyle AB} eines Dreiecks {\displaystyle \triangle ABC} und gilt für die Streckenverhältnisse {\displaystyle {\tfrac {|FB|}{|FA|}}={\tfrac {|CB|}{|CA|}}}, dann ist {\displaystyle CF} die Außenwinkelhalbierende in {\displaystyle C}. 
Bei einem nicht gleichschenkligen Dreieck schneidet jede der drei Außenwinkelhalbierenden die Verlängerung der gegenüberliegenden Seite in einem Punkt. Sind {\displaystyle E,D,F} die entsprechenden Schnittpunkte der Außenwinkelhalbierenden in {\displaystyle A,B,C}, so gilt für die Streckenverhältnisse
{\displaystyle {\frac {|EB|}{|EC|}}={\frac {|AB|}{|AC|}},\quad {\frac {|FB|}{|FA|}}={\frac {|CB|}{|CA|}}\quad } und {\displaystyle \quad {\frac {|DA|}{|DC|}}={\frac {|BA|}{|BC|}}}.
Darüber hinaus liegen die Punkte {\displaystyle D}, {\displaystyle E} und {\displaystyle F} auf einer gemeinsamen Geraden, sind also kollinear.

## Geschichte
Der Winkelhalbierendensatz findet sich in Euklids Elementen (Buch VI, Proposition 3). Thomas L. Heath zufolge formulierte Robert Simson die analoge Aussage über die Außenwinkelhalbierende. Er führte weiter aus, dass Augustus de Morgan vorschlug, die beiden Aussagen in einem Satz miteinander zu verbinden.